# Jóbson Leandro Pereira de Oliveira
Jobson Leandro Pereira de Oliveira, mais conhecido simplesmente como Jobson (Conceição do Araguaia, 15 de fevereiro de 1988), é um futebolista brasileiro que atua como atacante. Atualmente joga pelo Jaraguá.

## Carreira

### Início da carreira
Jobson foi revelado pelo Brasiliense em 2007. No clube, apesar de alguns problemas extra-campo mostrou um grande talento.

### Futebol coreano
Em 2007, foi emprestado ao Jeju United, da Coreia do Sul, onde ficou até 2008.
Em 2009 voltou ao Brasiliense onde ficou até setembro.

### Botafogo
Acertou novo empréstimo em setembro de 2009, desta vez com o Botafogo, para disputar o Campeonato Brasileiro de 2009. Estreou em 27 de setembro, na derrota por 3x1 para o Vitória.
Jobson aos poucos foi conquistando espaço e, apesar do curto período de duração de seu contrato, ajudou a equipe, que lutava contra o rebaixamento, a se manter na Série A com seus gols, dribles e lances ariscos, sendo um dos grandes responsáveis pela permanência do time na primeira divisão. Foram 13 jogos e quatro gols decisivos.

### Primeiro caso de doping
O atacante chegou acertar bases salariais com o Cruzeiro para a temporada seguinte, porém, um escândalo de doping por uso de cocaína em duas partidas do torneio nacional suspendeu Jobson do futebol, cancelando o negócio. Embora primeiramente tenha negado o uso de drogas, o jogador acabou assumindo que na verdade havia fumado crack e foi suspenso por dois anos pelo STJD.
No dia 29 de abril de 2010, houve uma nova audiência com o jogador, e sua pena foi reduzida para apenas seis meses, tendo sido liberado para jogar a partir de 20 de julho.

### Retorno ao Botafogo
Em junho de 2010, o jogador acertou o seu retorno ao Botafogo por cinco anos. Jobson novamente teve boas atuações e mostrou seu repertório de dribles, porém casos de indisciplina constantes vieram a afastá-lo do grupo e pôr seu futuro no clube em risco.

### Atlético Mineiro
No dia 23 de dezembro de 2010, foi emprestado ao Atlético Mineiro até o dia 31 de dezembro de 2011, com valor de passe fixado.
No dia 29 de março de 2011, No Atlético, após seis jogos e dois gols, foi anunciado seu desligamento do Atlético Mineiro e a sua volta para o Botafogo. O jogador alegou não estar satisfeito em Belo Horizonte, e seu contrato de empréstimo foi rescindido.

### Bahia
Após tentativa, sem sucesso, de volta ao elenco profissional do Botafogo, o atacante acertou com o Bahia, que voltava à primeira divisão após sete anos afastado. Porém, em agosto de 2011, sua indisciplina acabou resultando na dispensa do jogador, por descumprimento de horário dos treinos.
No mesmo ano, a Agência Mundial Antidoping divulgou o resultado da revisão que fizeram do caso do doping de Jobson, sobre a qual diziam que o jogador poderia ser banido do esporte, por ter sido reprovado em dois exames antidopings distintos. No entanto, utilizando a estratégia de apresentar o jogador como um dependente químico, os advogados de Jobson conseguiram que apenas a pena imposta pelo órgão brasileiro fosse aumentada, devendo o jogador permanecer suspenso por mais 6 meses, podendo retornar ao futebol em março de 2012.

### Segundo retorno ao Botafogo
No dia 29 de novembro de 2011 acertou a sua reintegração no grupo do Botafogo para 2012.
Após cumprir o segundo período de sua suspensão, Jobson marca seu primeiro gol na vitória do Botafogo sobre o Duque de Caxias por 2x0 em partida válida pelo Campeonato Carioca no dia 24 de março de 2012.

### Grêmio Barueri
Após tentativa, sem sucesso, de mais um retorno ao elenco profissional do Botafogo, em maio de 2012 o atacante acertou por empréstimo, com o Grêmio Barueri por seis meses para a disputa da Série B do Campeonato Brasileiro. Em julho de 2012 Jóbson deixou o Barueri, alegando que não se acostumou a jogar em um "clube sem torcida".
No dia 2 de agosto de 2012 o Botafogo repassou o jogador por empréstimo para o Avaí, mas a negociação não deu certo, pois Jobson não poderia atuar em três clubes na mesma temporada. Ele já havia disputado jogos por Botafogo e Barueri em 2012.

### São Caetano
No dia 5 de janeiro de 2013, foi emprestado por um ano ao São Caetano. No Azulão, Jobson afirmou que queria "ter uma vida nova. Quer voltar a jogar bem". Ainda para o atacante, fazendo alusão a uma canção do pagodeiro Thiaguinho, "Meu passado que se exploda. Esse é o Jobson. Ousadia e alegria!".

### Futebol árabe
No dia 12 de agosto de 2013, Jobson foi emprestado por um ano, ao Al-Ittihad, da Arábia Saudita.
Jobson encontrava-se abandonado na Arábia, sem família e amigos, com problemas financeiros, morando em hotel sem condições financeiras até para pagar a conta. O clube árabe mantinha seu passaporte preso após a quebra unilateral do contrato de trabalho.

### Novo retorno ao Botafogo e suspensão
Jobson voltou ao Brasil em maio de 2014. O Botafogo procurou um clube para o qual ele poderia ser emprestado por um ano e meio, ou seja, até o fim seu contrato.
No dia 19 novembro de 2014, em partida contra o Figueirense, Jobson cobrou bisonhamente um pênalti, isolando a bola e culpando o gramado, e aproximadamente 2 minutos depois, França marcou o gol do Figueirense, selando a derrota do Botafogo por 1 a 0. Torcedores no estádio pediram realização de exame antidoping para avaliar a situação do jogador. Na mesma partida, por inúmeras vezes tentou realizar jogadas individuais, reforçando a revolta dos torcedores do Botafogo. Apos isso foi duramente criticado pelo técnico do Botafogo Vágner Mancini, que o chamou de irresponsável.
2015 começou diferente para Jobs: após a contusão de Rodrigo Pimpão, ele entrou e surpreendeu, marcando gols importantes na Taça Guanabara, com boas atuações os torcedores voltaram a se empolgar com ele. Com os gols de Jobson, o Botafogo chegou a decisão do Carioca. Poucos dias antes da final contra o Vasco, Jobson foi avisado que não poderia jogar a final, pois estaria suspenso por ter se recusado a fazer exame anti-doping enquanto ainda estava na Arábia (2014).
No dia 24 de abril de 2015, Jobson foi suspenso após se recusar a realizar exame antidoping quando atuava pelo Al-Ittihad, da Arábia Saudita, em 25 de março de 2014. Por causa disto, aliás, o atacante já havia sido suspenso por quatro anos pelo Comitê Antidoping da Arábia, mas a punição só o impedia de atuar em solo saudita. Agora, foi a FIFA quem decidiu. A entidade informou o Botafogo da internacionalização da suspensão. Após a notificação da suspensão de Jobson, o Botafogo decidiu descartar a escalação do jogador na primeira final do Campeonato Carioca daquele ano contra o Vasco.
Em junho do mesmo ano, encerraria seu vínculo com o Botafogo, assinado em 25 de junho de 2010 com contrato de cinco anos de duração. Jobson disputou apenas 51 partidas e marcou 13 gols pelo clube.

### Prisão em 2016
Em junho de 2016, Jobson foi acusado de estupro de 4 adolescentes, sendo duas de 13 anos e duas de 14 anos, segundo uma vítima, Jobson aliciava as menores para sua chácara, lá, ele embriagava e entorpecia para abusar delas sexualmente. Jóbson ficou no Presídio de Marabá, a 400 km de Conceição do Araguaia. Em 2 de setembro de 2016, é solto após pagamento de fiança para responder em liberdade.

### Nova prisão em 2017
No dia 5 de junho de 2017, Jobson foi novamente preso após se envolver em um acidente de trânsito que causou a morte de um homem, dessa vez em Colméia, a 206 km de Palmas, Tocantins. Ele foi reconduzido à prisão por descumprimento de medidas judiciais relativas a sua prisão anterior em junho de 2016. Para responder o inquérito anterior em liberdade, o jogador deveria cumprir algumas medidas cautelares, como o pagamento de uma fiança de 25 salários mínimos, não beber e usar quaisquer drogas, nem frequentar bares ou boates; não se ausentar da comarca onde mora sem autorização do juiz e comunicação do local onde possa ser encontrado; estar em casa entre as 19h e às 6h e nos domingos e feriados integralmente. Ele deveria também atender aos chamados judiciais quando fosse intimado e estava proibido de manter contato com qualquer uma das vítimas. Se alguma das condições fosse descumprida, Jobson voltaria a prisão.
Ele voltou a ser preso no dia 29 de setembro. Desta vez, conforme o Tribunal de Justiça, ele voltou a sair do limite estabelecido, viajando para o Pará. A informação chegou à Justiça porque ele estava usando tornozeleira eletrônica. A prisão aconteceu porque Jobson descumpriu duas dessas medidas, quais sejam: não sair da comarca onde mora sem autorização judicial e permanecer em casa entre as 19h e às 6h. Há a suspeita também que ele tenha descumprido a medida que proibia uso de bebidas ou quaisquer drogas. 
Acusado por estupro de vulneráveis, o ex-jogador deixou a prisão no dia 27 abril de 2018, o ex-jogador estava preso na Cadeia Pública de Paranã, em Tocantins, após a sua liberação da cadeia, o juiz Ricardo Gagliardi, da comarca de Colméia, que fica a 206 km de Palmas, determinou que Jobson cumpra medidas cautelares como permanecer em casa por determinados horários, não frequentar bares ou sair da região sem autorização.

### Retorno ao Brasiliense
Em 10 de julho de 2018 o atacante foi apresentado como novo reforço do Brasiliense do Distrito Federal. Ele foi o reforço do clube para a temporada de 2019, e tentava retomar a carreira como jogador de futebol profissional onde tudo começou, pouco mais de dois meses após deixar a prisão no Tocantins.
Em uma nova polemica, O atacante foi afastado por tempo indeterminado pelo Brasiliense, O motivo, segundo o clube, são "conflitos internos" entre diretoria e jogador. O atleta nem chegou a estrear no Candangão 2019. Jobson relatou que teve propostas de times cariocas e que estaria pensando em um acordo.

### Portuguesa-RJ
No final de 2019, o atacante acertou com a Portuguesa-RJ para a disputa do Campeonato Carioca.

### Independente
Apesar de ser Paráense, Jóbson estreou no Campeonato Paraense somente em 2020 pelo Independente-PA de Tucuruí. Porém após envolvimento em nova polêmica, o jogador foi dispensado após cumprir apenas 2 partidas pela equipe.

### Campinense
No dia 20 de agosto o atacante foi apresentado como novo reforço do Campinense para a disputa da Série D 2020.
Encerrou sua passagem pela Campinense após 13 jogos e marcar três gols.

### União Cacoalense
Foi anunciado no dia 8 de março de 2021 como novo reforço da União Cacoalense, clube de Rondônia. O jogador havia acertado para atuar no clube em 2020, mas a negociação não se concretizou. O jogador chegou para a disputa do Campeonato Rondoniense de 2021.

### Sport Club Capixaba
Em 13 de setembro de 2021, Jóbson foi anunciado pelo Capixaba para disputar a Copa Espírito Santo 2021.
Jóbson deixou o Capixaba, com sete gols em dez jogos, ele levou a equipe à semifinal da Copa Espírito Santo, foi eleito o craque e ainda terminou como artilheiro da competição, com sete gols.

### Sport-PB
No início da temporada de 2022, Jobson tinha um acordo para defender o Itupiranga, no Campeonato Paraense, mas acabou acertando com o Sete de Setembro, sendo apresentado como a maior contratação Setembrina para o Campeonato Pernambucano. Porém, não ficou 10 dias na equipe.
No dia 13 de janeiro, Jobson divulgou um vídeo dizendo que iria atuar pelo União Cacoalense, de Rondônia, mas não se concretizou.
Jóbson foi anunciado pelo Sport-PB em 20 de janeiro de 2022, chegando como reforço para disputa do Campeonato Paraibano de Futebol de 2022. Fez cinco partidas e não marcou nenhum gol pelo clube.

### Santo Ângelo
Em 1 de setembro de 2022, Jóbson foi anunciado pelo Santo Ângelo.

### Rio Branco-PR
Em 21 de novembro de 2022, Jóbson foi anunciado pelo Rio Branco-PR como reforço para disputa do Campeonato Paranaense de Futebol de 2023. Contudo, após quatro jogos, o jogador teve o seu vínculo encerrado com o clube em comum acordo.

### Retorno ao Capixaba
Em 24 de abril de 2023, Jóbson acertou seu retorno ao Capixaba para disputar a Copa Espírito Santo 2023. Neste campeonato, disputou nove jogos, todos como titular, foi expulso duas vezes e somou três gols e três assistências. Na Série B do Estadual, o atacante marcou dois gols em seis jogos – todos como titular. Ao todo, em 15 partidas, o jogador marcou cinco gols.

### Rio Branco-AC
No final de 2023, acertou com o Rio Branco-AC para 2024. O atacante disputou apenas um jogo, o empate em 0 a 0 com o CRB, pela Copa do Brasil.

### Terceira passagem pelo Capixaba
Em março de 2024, retorna para a sua terceira passagem no Tubarão, para a Copa Espírito Santo 2024.

### Jaraguá
Em maio de 2025, foi anunciado como novo reforço do Jaraguá, para a disputa da Série C do Campeonato Catarinense.

## Títulos

### Brasiliense
- Campeonato Brasiliense: 2007 e 2008

### Botafogo
- Taça Guanabara: 2015